# Empis earina
Empis earina är en tvåvingeart som beskrevs av Collin 1960. Empis earina ingår i släktet Empis och familjen dansflugor. Inga underarter finns listade i Catalogue of Life.